# Bolnisi

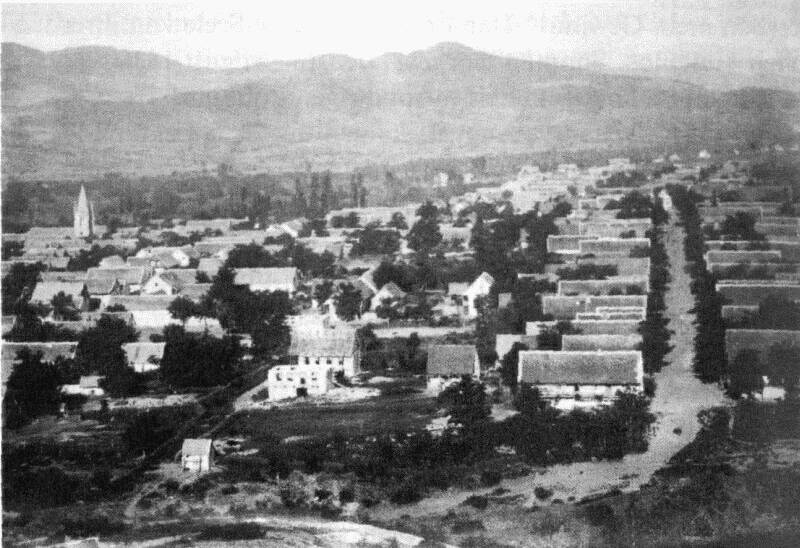
Město v roce 1941

Bolnisi (gruzínsky: ბოლნისი) je město v jižní Gruzii v regionu Kvemo Kartli. V roce 2002 v něm žilo 13 800 obyvatel.
Bolnisi bylo založeno roku 1818 necelou stovkou německy hovořících rodin původem ze Švábska. Ti své město pojmenovali Katharinenfeld. V roce 1921 se Gruzie stala součástí Sovětského svazu a město bylo přejmenováno na Luxemburg podle německé socialistky Rosy Luxemburgové. V roce 1941 byla z města tato malá německá menšina, co 123 let předtím město založila, vypovězena na Sibiř nebo do střední Asie a město začalo ztrácet svoji multikulturnost. Pouze Němci ze smíšených manželství směli zůstat. V roce 1944 bylo město naposled přejmenované, tentokrát již na dnešní Bolnisi.
V Bolnisi je hospodářství orientováno převážně na zemědělství. Tradiční je zde pěstování vína a pivovarnictví. Nedaleko města u vesnice Ratevani se nachází ložiska zlata.
Bolnisi je také známo jako nejstarší známé místo v Gruzii, kde byla postavena budova pro křesťany. Byla pojmenovaná Bolnisi Sioni podle jeruzalémské hory Sijón. Její stavba je datována do let 478–493 (důkazem jsou nápisy zmiňující biskupa Davida z Bolnisi a dvou sasánských panovníků), tedy daleko dřív, než bylo město Bolnisi založeno. Bazilika o třech lodích je zastropena nízkými klenbami na mohutných příčných pasech a opatřena půlkruhovou apsidou.
Ve městě sídlí fotbalový klub, jehož název byl odvozen od této staré stavby: FC Sioni Bolnisi.